# Kawachi (Ibaraki)

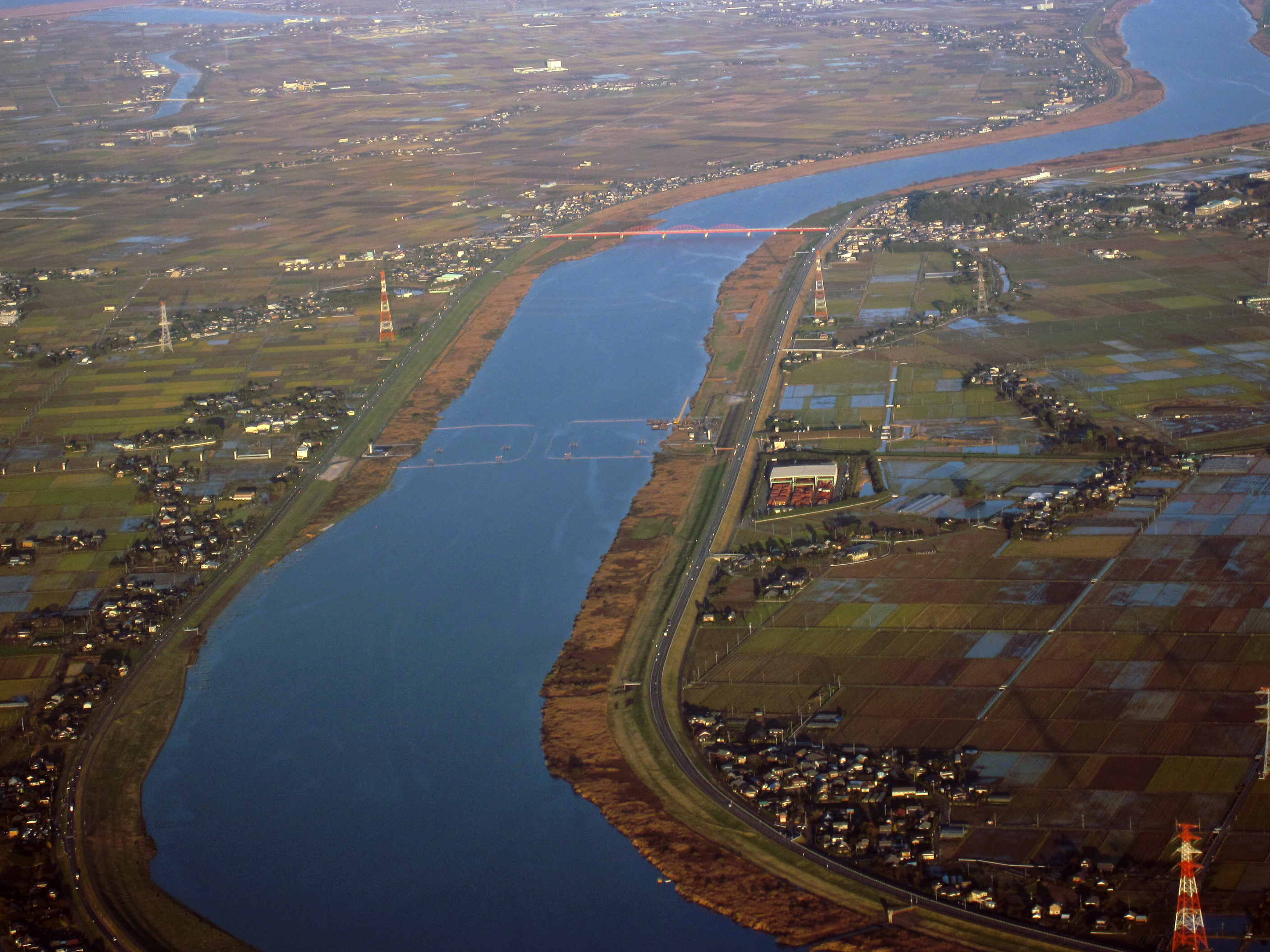
Río Tone entre Kawachi y Narita

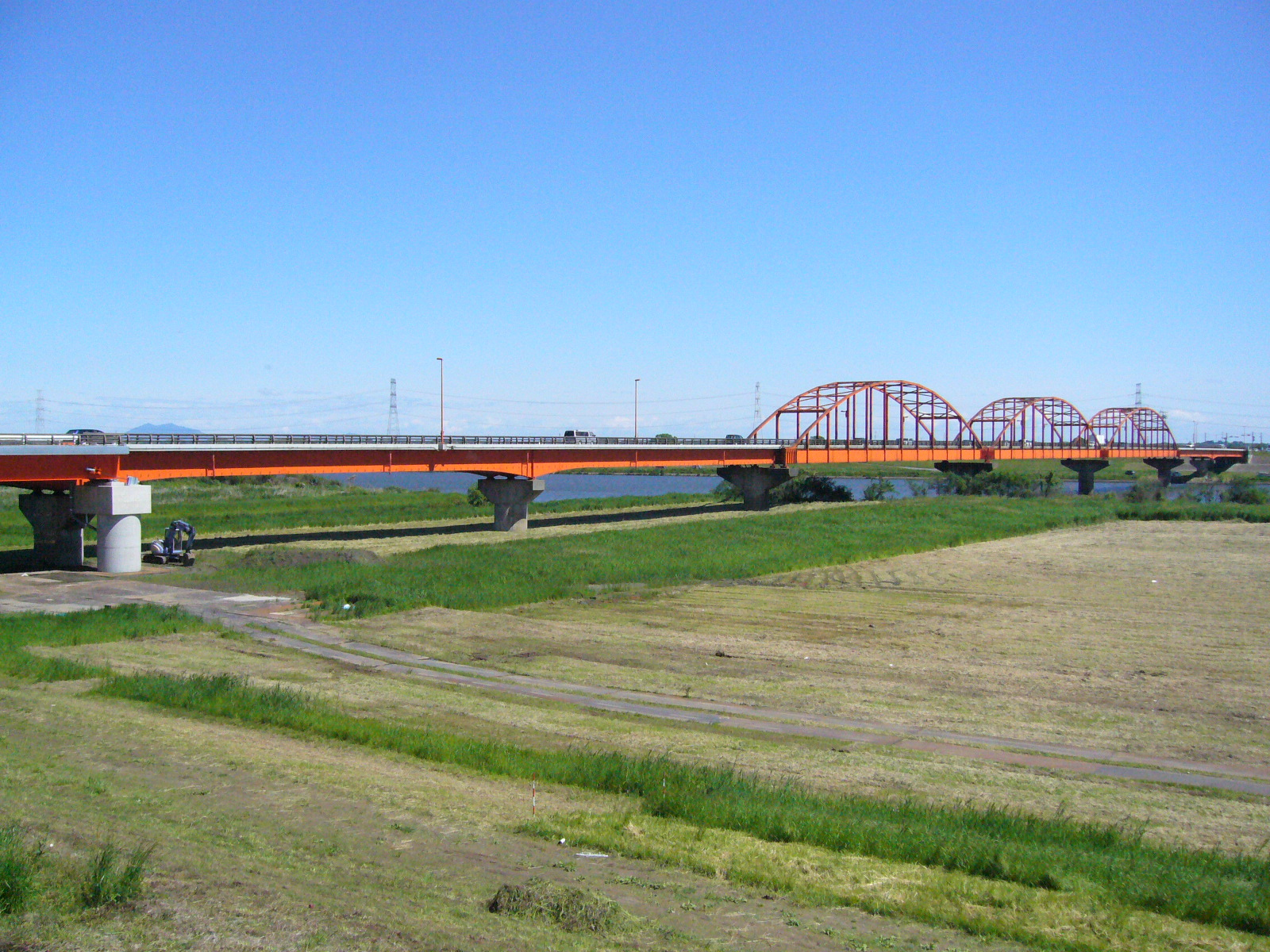
Ruta Nacional 408 sobre el Puente Nagatoyo

Kawachi (河内町 Kawachi-machi?) es una población  situada en el Distrito de Inashiki, de la Prefectura de Ibaraki en Japón. 

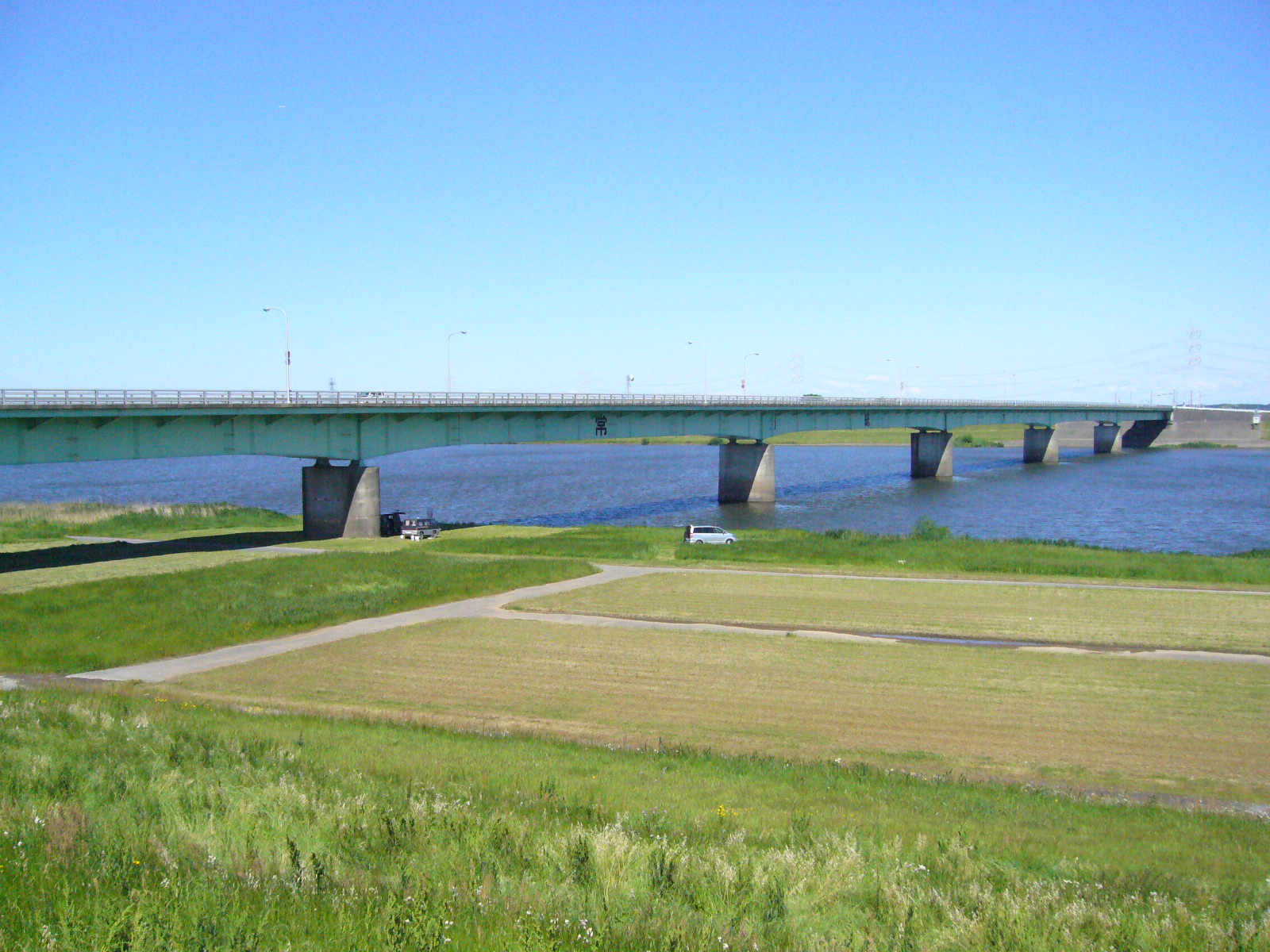
Ruta Prefectural 103 sobre el Puente Jōsō

Al 1 de diciembre de 2013 la localidad tenía una de población de 9,517 habitantes y  una densidad poblacional de 215 personas por km².  La superficie total es de 44,32 km².

## Creación de la población
Las villas de Nagasao, Genseida y Namaita se crearon el 1 de abril de 1889 con el establecimiento del sistema de municipios. 
Las tres villas se fusionaron para formar el pueblo de Kawachi, el 1 de abril de 1955. 
El 15 de febrero de 1958, la villa vecina de Kanaetsu fue anexada a Kawachi.

## Geografía
La localidad está ubicada a unos 50 km de la metrópoli de Tokio.
La población se encuentra ubicada en la región sureste de la Prefectura de Ibaraki, a orillas del río Tone. Su territorio limita al oeste con Tone, al noroeste con  Ryūgasaki, al norte con Inashiki y al sur cruzando el río Tone con la ciudad de Narita y el pueblo de Sakae pertenecientes a la vecina Prefectura de Chiba.

## Transporte
La población se comunica a través de  la Ruta Prefectural 121, con la vecina ciudad de Ryūgasaki. 
Por la Ruta Prefectural 11 se comunica hacia el oeste con la vecina población de Tone y al este con las ciudades de Itako y Katori (Chiba), entre otras. 
También existe la opción en cruzar de río Tone y tomar la Ruta Nacional 356, ubicada en la Prefectura de Chiba,  que sigue la margen sur del  mismo río, y desplazarse al este o al oeste de esa prefectura.
Por la Ruta Nacional 408 al norte, está comunicada con la vecina ciudad de Inashiki y allí puede empalmar a la autopista Ken-Ō Expressway (圏央道 Ken-Ō Dō), o Metropolitan Inter-City Expressway (首都圏中央連絡自動車道 Shuto-ken Chūō Renraku Jidōsha-dō), y en la ciudad de Tsukuba tomar el cruce intercambiador “Tsukuba JCT” a la autopista Jōban Expressway que la comunica al norte con la capital de la prefectura la ciudad de Mito y al sur con Tokio.
Al sur a través de la Ruta Nacional 408 o la Ruta Prefectural 103 , tiene acceso al Aeropuerto Internacional de Narita en la ciudad de Narita.
En la ciudad de Narita existe el intercambiador “Narita-Sumaato IC” a la autopista Shin-Kūkō Expressway que la comunica al suroeste con Tokio.